# Siselen
Siselen (frz. Zezèle) ist eine politische Gemeinde im Verwaltungskreis Seeland des Kantons Bern in der Schweiz. Unter dem Namen Siselen existieren neben der Einwohnergemeinde eine evangelisch-reformierte Kirchgemeinde und eine Burgergemeinde.

## Geographie

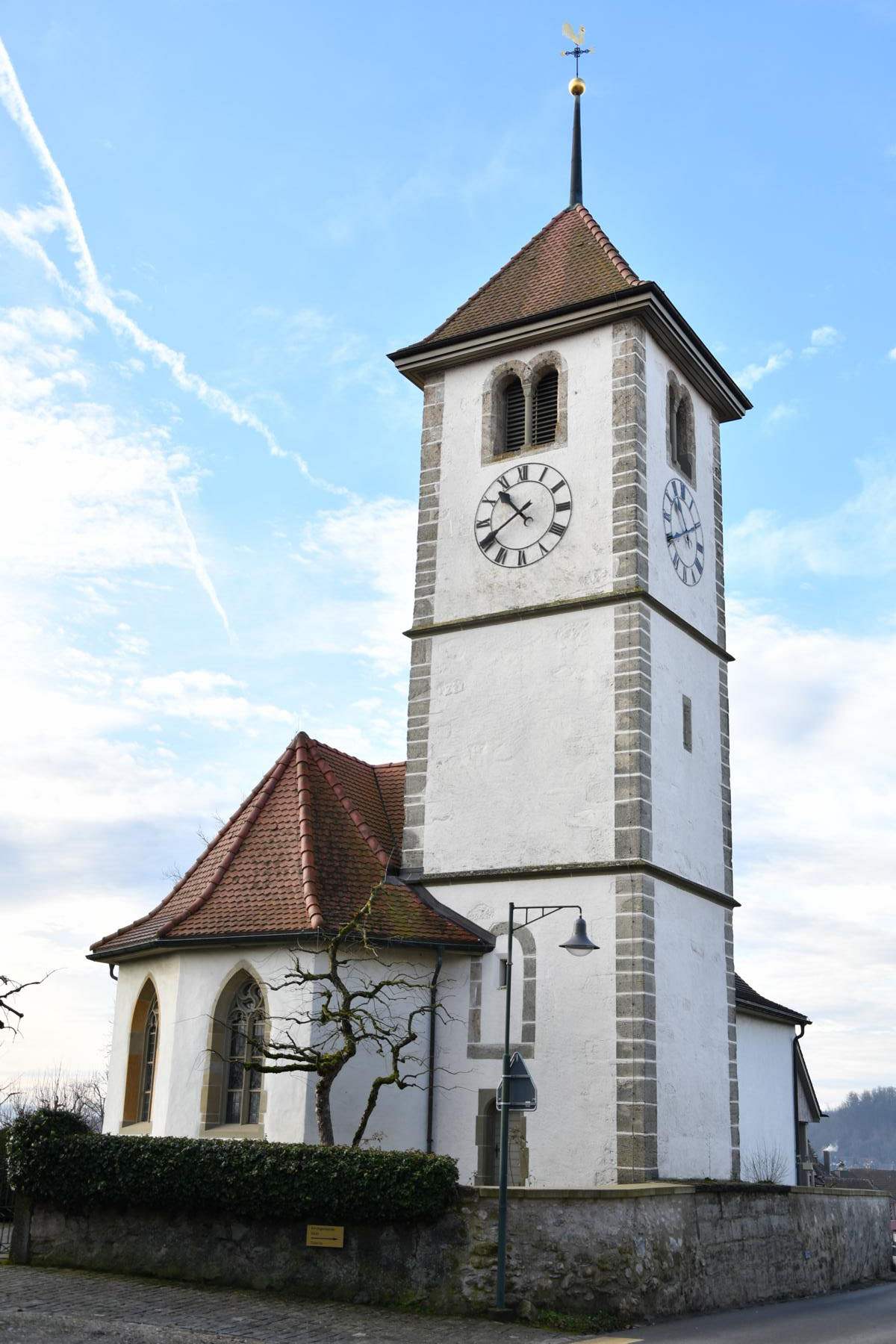
Die reformierte Kirche in Siselen

### Lage
Siselen liegt im Grossen Moos, einem besonders fruchtbaren Gebiet mit fast schwarzen Böden im Berner Seeland. Das Dorf liegt auf einem Moränenhügel neben dem Hagneckkanal.

### Nachbargemeinden
Die Nachbargemeinden von Norden beginnend im Uhrzeigersinn sind Hagneck, Walperswil, Bargen BE, Kallnach, Finsterhennen und Lüscherz. Siselen teilt sich mit Finsterhennen eine Primarschule, einen Bahnhof und die Postleitzahl.

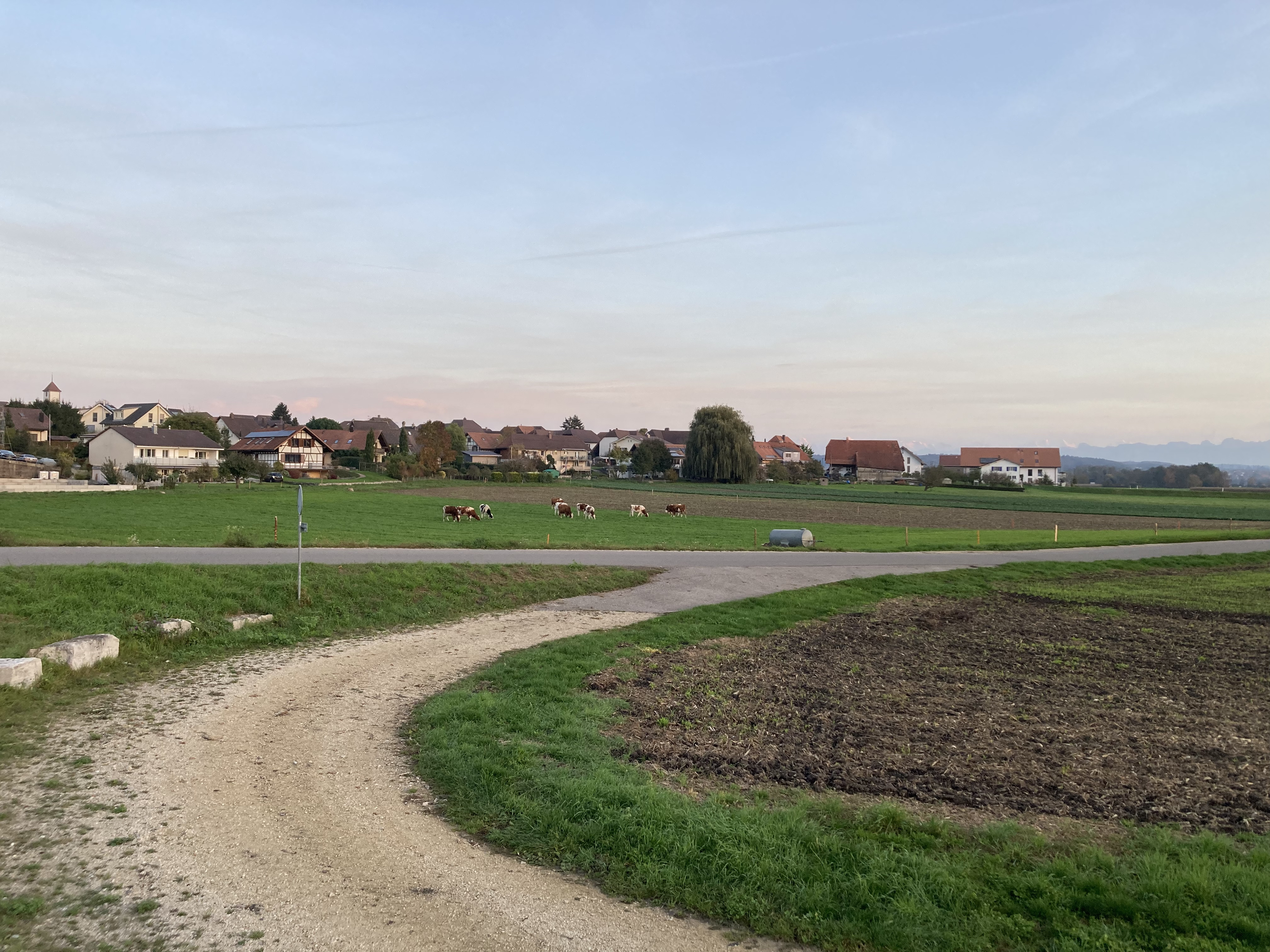
Sicht von Bahnhof Siselen-Finsterhennen auf Siselen.

## Geschichte
Siselen wurde 1159/60 erstmals urkundlich unter dem Namen Sisilli erwähnt; damals wurde die Kirche Siselen an das Domkapitel des Bistums Lausanne zurückgegeben.

## Politik
Gemeindepräsident ist Jonas Schwab (Stand 2024).
Bei den Nationalratswahlen 2023 betrugen die Wähleranteile in Siselen (in Klammern die Veränderung im Vergleich zu den Wahlen 2019 in Prozentpunkten): SVP 48,99 % (+0,51), SP 13,74 % (+2,80), Mitte 13,72 % (−2,74), glp 5,98 % (−1,99), Grüne 5,30 % (−0,85), FDP 4,95 % (+0,20), EVP 2,57 % (−0,96), EDU 1,84 % (+1,32), SD 0,47 % (+0,47).

### Partnergemeinde
Seit 1992 unterhält Siselen mit der tschechischen Gemeinde Albrechtice an der Moldau im Bezirk Písek eine Gemeindepartnerschaft.

## Verkehr
Siselen teilt sich mit Finsterhennen einen Bahnhof an der Biel-Täuffelen-Ins-Bahn-Linie und ist somit in die Richtungen Biel/Bienne und Ins erschlossen.
In Siselen besteht der Wunsch nach einer Busverbindung nach Aarberg. Diese gab es einst, wurde jedoch aufgrund zu geringer Fahrgäste aufgegeben.